# 膝關節 (人物)
膝關節，本名李光爵，臺南人，台南二中畢業，中國文化大學大眾傳播學系畢業，台灣影評人協會首屆理事長，曾任春暉電影公司行銷公關，絕色影展企劃、絕色影城絕色星球報負責人、星報，自由時報電影記者，國立臺北教育大學電影研究社校外指導老師。現任威秀影城資深公關經理與媒體發言人。2013年時，曾擔任第50屆金馬獎劇情長片部分的初審委員。

## 作品
- 《這不是一部愛情電影》ISBN 978-9-86-870864-8
- 《大人的戀愛》ISBN 978-9-86-914761-3

## 外部連結
- 膝關節Facebook粉絲專頁 （页面存档备份，存于）
- 膝關節部落格 （页面存档备份，存于）